# Borussia Verein für Bewegungspiele Neunkirchen 1964-1965
Questa voce raccoglie le informazioni riguardanti il Borussia Verein für Bewegungspiele Neunkirchen nelle competizioni ufficiali della stagione 1964-1965.

## Stagione
Nella stagione 1964-1965 il Borussia Neunkirchen, allenato da Horst Buhtz, concluse il campionato di Bundesliga al 10º posto. In Coppa di Germania il Borussia Neunkirchen fu eliminato al primo turno dall'Eintracht Francoforte.

## Rosa
| N. |                     | Ruolo | Calciatore      |
| -- | ------------------- | ----- | --------------- |
|    | Germania (bandiera) | P     | Willi Ertz      |
|    | Germania (bandiera) | P     | Horst Kirsch    |
|    | Germania (bandiera) | D     | Peter Hellwig   |
|    | Germania (bandiera) | D     | Erich Leist     |
|    | Germania (bandiera) | D     | Werner Müller   |
|    | Germania (bandiera) | D     | Herbert Sänger  |
|    | Germania (bandiera) | D     | Dieter Schock   |
|    | Germania (bandiera) | D     | Hans Schreier   |
|    | Germania (bandiera) | D     | Günter Schröder |
|    | Germania (bandiera) | C     | Erwin Glod      |
|    | Germania (bandiera) | C     | Dieter Harig    |
|    | Germania (bandiera) | C     | Achim Melcher   |

| N. |                     | Ruolo | Calciatore      |
| -- | ------------------- | ----- | --------------- |
|    | Germania (bandiera) | C     | Gottfried Peter |
|    | Germania (bandiera) | C     | Karl Ringel     |
|    | Germania (bandiera) | A     | Horst Berg      |
|    | Germania (bandiera) | A     | Rüdiger Gratz   |
|    | Germania (bandiera) | A     | Günter Heiden   |
|    | Germania (bandiera) | A     | Günther Kuntz   |
|    | Germania (bandiera) | A     | Elmar May       |
|    | Germania (bandiera) | A     | Volker Münz     |
|    | Germania (bandiera) | A     | Paul Pidancet   |
|    | Germania (bandiera) | A     | Heinz Simmet    |
|    | Germania (bandiera) | A     | Peter Utzig     |

## Organigramma societario
Area tecnica
- Allenatore: Horst Buhtz
- Allenatore in seconda:
- Preparatore dei portieri:
- Preparatori atletici:

## Calciomercato

### Sessione estiva
| Acquisti | Acquisti      | Acquisti  | Acquisti |
| R.       | Nome          | da        | Modalità |
| -------- | ------------- | --------- | -------- |
| A        | Günter Heiden | BSC Oppau |          |

| Cessioni | Cessioni | Cessioni | Cessioni |
| R.       | Nome     | a        | Modalità |
| -------- | -------- | -------- | -------- |

## Risultati

### Bundesliga

#### Girone di andata
| Arbitro: | Regely |

|                            |           |  |
| Strehl 79’ Ertz 87’ (aut.) | Marcatori |  |

| Arbitro: | Riegg |

|            |           |                        |
| Heiden 88’ | Marcatori | 61’ Schmidt 72’ Kurrat |

| Arbitro: | Tschenscher |

|                                 |           |                            |
| Müller 8’, 61’, 68’ Overath 25’ | Marcatori | 2’ Pidancet 3’ May 9’ Glod |

| Arbitro: | Handwerker |

|                                        |           |            |
| Pidancet 6’ May 37’ (rig.) Melcher 54’ | Marcatori | 22’ Seeler |

| Arbitro: | Malka |

|           |           |  |
| Ulsaß 80’ | Marcatori |  |

| Arbitro: | Ott |

|  |           |                                        |
|  | Marcatori | 10’ Neumann 68’ Kapitulski 84’ Richter |

| Arbitro: | Sturm |

|                             |           |                         |
| Kuntz 17’, 52’, 65’ May 32’ | Marcatori | 66’ Versteeg 81’ Krämer |

| Arbitro: | Treichel |

|                            |           |  |
| Klöckner 28’ Zebrowski 38’ | Marcatori |  |

| Arbitro: | Wieser |

|                           |           |  |
| Pidancet 48’, 80’ May 84’ | Marcatori |  |

| Arbitro: | Schulenburg |

|              |           |          |
| Herrmann 58’ | Marcatori | 4’ Kuntz |

| Arbitro: | Thier |

|         |           |  |
| May 58’ | Marcatori |  |

| Arbitro: | Lutz |

|             |           |  |
| Huberts 68’ | Marcatori |  |

| Arbitro: | Betz |

|                    |           |            |
| Glod 51’ Kuntz 64’ | Marcatori | 88’ Gräber |

| Arbitro: | Kreitlein |

|                 |           |                       |
| Heiden 10’, 37’ | Marcatori | 16’ Groß 64’ Krampitz |

| Arbitro: | Baumgärtel |

|                                        |           |                    |
| Waldner 38’ Höller 40’ (rig.) Weiß 78’ | Marcatori | 74’ Glod 84’ Peter |

#### Girone di ritorno
| Arbitro: | Schmidt |

|         |           |              |
| May 38’ | Marcatori | 54’ Wüthrich |

| Arbitro: | Sturm |

|                                               |           |          |
| Konietzka 29’, 86’ Schmidt 48’ Wosab 73’, 85’ | Marcatori | 55’ Berg |

| Arbitro: | Heumann |

|         |           |           |
| May 45’ | Marcatori | 10’ Weber |

| Arbitro: | Malka |

|           |           |              |
| Kurth 55’ | Marcatori | 12’, 15’ May |

| Neunkirchen 30 gennaio 1965, ore 15:00 CET 20ª giornata | Borussia Neunkirchen | 0 – 0 referto | Eintracht Braunschweig | Ellenfeldstadion (18 000 spett.)\| Arbitro: \| Jacobi \| |
| Arbitro:                                                | Jacobi               |               |                        |                                                          |

| Arbitro: | Sparing |

|                           |           |  |
| Wrenger 4’ Kapitulski 72’ | Marcatori |  |

| Arbitro: | Tschenscher |

|                |           |         |
| van Haaren 84’ | Marcatori | 57’ May |

| Arbitro: | Heumann |

|            |           |               |
| Schock 55’ | Marcatori | 77’ Matischak |

| Arbitro: | Hennig |

|                                        |           |                    |
| Brunnenmeier 10’, 52’ Grosser 22’, 57’ | Marcatori | 70’ May 75’ Simmet |

| Arbitro: | Tschenscher |

|                              |           |                       |
| Glod 9’ Kuntz 70’ Heiden 88’ | Marcatori | 4’ Kreuz 78’ Gerhardt |

| Arbitro: | Schulenburg |

|                        |           |            |
| Jendrosch 20’ Madl 42’ | Marcatori | 48’ Heiden |

| Arbitro: | Seekamp |

|                                                 |           |  |
| Simmet 33’, 34’ Weber 57’ (aut.) May 83’ (rig.) | Marcatori |  |

| Arbitro: | Handwerker |

|              |           |           |
| Rodekamp 72’ | Marcatori | 3’ Simmet |

| Arbitro: | Kreitlein |

|            |           |           |
| Schulz 89’ | Marcatori | 8’ Simmet |

| Arbitro: | Ohmsen |

|                           |           |                     |
| Kuntz 17’ Simmet 28’, 88’ | Marcatori | 68’ (rig.) Hoffmann |

### Coppa di Germania
| Arbitro: | Siepe |

|                          |           |          |
| Trimhold 43’ Huberts 58’ | Marcatori | 65’ Glod |

## Statistiche

### Statistiche di squadra
| Competizione      | Punti | In casa | In casa | In casa | In casa | In casa | In casa | In trasferta | In trasferta | In trasferta | In trasferta | In trasferta | In trasferta | Totale | Totale | Totale | Totale | Totale | Totale | DR |
| Competizione      | Punti | G       | V       | N       | P       | Gf      | Gs      | G            | V            | N            | P            | Gf           | Gs           | G      | V      | N      | P      | Gf     | Gs     | DR |
| ----------------- | ----- | ------- | ------- | ------- | ------- | ------- | ------- | ------------ | ------------ | ------------ | ------------ | ------------ | ------------ | ------ | ------ | ------ | ------ | ------ | ------ | -- |
| Bundesliga        | 27    | 15      | 8       | 5       | 2       | 29      | 17      | 15           | 1            | 4            | 10           | 15           | 31           | 30     | 9      | 9      | 12     | 44     | 48     | -4 |
| Coppa di Germania | -     | 0       | 0       | 0       | 0       | 0       | 0       | 1            | 0            | 0            | 1            | 1            | 2            | 1      | 0      | 0      | 1      | 1      | 2      | -1 |
| Totale            | 27    | 15      | 8       | 5       | 2       | 29      | 17      | 16           | 1            | 4            | 11           | 16           | 33           | 31     | 9      | 9      | 13     | 45     | 50     | -5 |

### Andamento in campionato
| Giornata  | 1  | 2  | 3  | 4  | 5  | 6  | 7  | 8  | 9  | 10 | 11 | 12 | 13 | 14 | 15 | 16 | 17 | 18 | 19 | 20 | 21 | 22 | 23 | 24 | 25 | 26 | 27 | 28 | 29 | 30 |
| --------- | -- | -- | -- | -- | -- | -- | -- | -- | -- | -- | -- | -- | -- | -- | -- | -- | -- | -- | -- | -- | -- | -- | -- | -- | -- | -- | -- | -- | -- | -- |
| Luogo     | T  | C  | T  | C  | T  | C  | C  | T  | C  | T  | C  | T  | C  | C  | T  | C  | T  | C  | T  | C  | T  | T  | C  | T  | C  | T  | C  | T  | T  | C  |
| Risultato | P  | P  | P  | V  | P  | P  | V  | P  | V  | N  | V  | P  | V  | N  | P  | N  | P  | N  | V  | N  | P  | N  | N  | P  | V  | P  | V  | N  | N  | V  |
| Posizione | 15 | 16 | 16 | 15 | 15 | 15 | 14 | 15 | 13 | 15 | 13 | 14 | 12 | 13 | 14 | 14 | 15 | 14 | 12 | 11 | 13 | 13 | 11 | 13 | 12 | 13 | 12 | 12 | 12 | 10 |

Legenda:

Luogo: C = Casa; T = Trasferta. Risultato: V = Vittoria; N = Pareggio; P = Sconfitta.

### Statistiche dei giocatori
| Giocatore   | Bundesliga | Bundesliga | Bundesliga  | Bundesliga | Coppa di Germania | Coppa di Germania | Coppa di Germania | Coppa di Germania | Totale   | Totale | Totale      | Totale     |
| Giocatore   | Presenze   | Reti       | Ammonizioni | Espulsioni | Presenze          | Reti              | Ammonizioni       | Espulsioni        | Presenze | Reti   | Ammonizioni | Espulsioni |
| ----------- | ---------- | ---------- | ----------- | ---------- | ----------------- | ----------------- | ----------------- | ----------------- | -------- | ------ | ----------- | ---------- |
| H. Berg     | 7          | 1          | 0           | 0          | 0                 | 0                 | 0                 | 0                 | 7        | 1      | 0           | 0          |
| W. Ertz     | 10         | 0          | 0           | 0          | 0                 | 0                 | 0                 | 0                 | 10       | 0      | 0           | 0          |
| E. Glod     | 25         | 4          | 0           | 0          | 1                 | 1                 | 0                 | 0                 | 26       | 5      | 0           | 0          |
| R. Gratz    | 1          | 0          | 0           | 0          | 0                 | 0                 | 0                 | 0                 | 1        | 0      | 0           | 0          |
| D. Harig    | 18         | 0          | 0           | 0          | 0                 | 0                 | 0                 | 0                 | 18       | 0      | 0           | 0          |
| G. Heiden   | 24         | 5          | 0           | 0          | 1                 | 0                 | 0                 | 0                 | 25       | 5      | 0           | 0          |
| P. Hellwig  | 1          | 0          | 0           | 0          | 0                 | 0                 | 0                 | 0                 | 1        | 0      | 0           | 0          |
| H. Kirsch   | 20         | 0          | 0           | 0          | 1                 | 0                 | 0                 | 0                 | 21       | 0      | 0           | 0          |
| G. Kuntz    | 20         | 7          | 0           | 1          | 0                 | 0                 | 0                 | 0                 | 20       | 7      | 0           | 1          |
| E. Leist    | 30         | 0          | 0           | 0          | 1                 | 0                 | 0                 | 0                 | 31       | 0      | 0           | 0          |
| E. May      | 30         | 12         | 0           | 0          | 1                 | 0                 | 0                 | 0                 | 31       | 12     | 0           | 0          |
| A. Melcher  | 27         | 1          | 0           | 0          | 1                 | 0                 | 0                 | 0                 | 28       | 1      | 0           | 0          |
| W. Müller   | 0          | 0          | 0           | 0          | 0                 | 0                 | 0                 | 0                 | 0        | 0      | 0           | 0          |
| V. Münz     | 2          | 0          | 0           | 0          | 1                 | 0                 | 0                 | 0                 | 3        | 0      | 0           | 0          |
| G. Peter    | 2          | 1          | 0           | 0          | 1                 | 0                 | 0                 | 0                 | 3        | 1      | 0           | 0          |
| P. Pidancet | 14         | 4          | 0           | 0          | 1                 | 0                 | 0                 | 0                 | 15       | 4      | 0           | 0          |
| K. Ringel   | 1          | 0          | 0           | 0          | 0                 | 0                 | 0                 | 0                 | 1        | 0      | 0           | 0          |
| D. Schock   | 30         | 1          | 0           | 0          | 0                 | 0                 | 0                 | 0                 | 30       | 1      | 0           | 0          |
| H. Schreier | 30         | 0          | 0           | 0          | 1                 | 0                 | 0                 | 0                 | 31       | 0      | 0           | 0          |
| G. Schröder | 30         | 0          | 0           | 0          | 1                 | 0                 | 0                 | 0                 | 31       | 0      | 0           | 0          |
| H. Simmet   | 8          | 7          | 0           | 0          | 0                 | 0                 | 0                 | 0                 | 8        | 7      | 0           | 0          |
| H. Sänger   | 0          | 0          | 0           | 0          | 0                 | 0                 | 0                 | 0                 | 0        | 0      | 0           | 0          |
| P. Utzig    | 0          | 0          | 0           | 0          | 0                 | 0                 | 0                 | 0                 | 0        | 0      | 0           | 0          |